# モンターニュ地方
モンターニュ地方（Montagnes）は、コートジボワールの地方（District）のひとつ。モンターニュはフランス語で山岳、山々を意味する国土の西部に位置し、首府はマンである。

## 設立まで
2011年以前は十八山州（Dix-Huit Montagnes）という名称であった。首府はマン。
2011年の行政区画再編時は南に隣接した中カヴァリ州を編入した。旧十八山州の面積は16,600km²、人口1,125,800人（2002年）。
旧十八山州はバンゴロ、ビアンクマ、ダナネ、クイブリ、マン、ズアン＝ウニアンの6県に分かれていた。

## 行政区画
- カヴァリィ州
- グエモン州
- トンキピ州